# Сионе Каламафони
Сионе Каламафони (енгл. Sione Kalamafoni; 18. мај 1988) професионални је рагбиста и репрезентативац Тонге, који тренутно игра за енглеског премијерлигаша Глостер (рагби јунион). Висок 196 цм, тежак 121 кг, игра у трећој линији. Две године провео је у другој енглеској лиги играјући за Нотингем РФК, а онда је 2012. прешао у Глостер, за који је до сада одиграо 80 утакмица и постигао 30 поена. За репрезентацију Тонге одиграо је до сада 29 утакмица и постигао 2 есеја.